# Knallbach (Emsbach)
Der Knallbach – lokal auch als Färberbach bezeichnet – ist ein 7,4 Kilometer langer und linker Zufluss des Emsbachs im hessischen Rheingau-Taunus-Kreis. Er entspringt östlich von Idstein und mündet in Idstein-Walsdorf in den Emsbach, der über die Lahn in den Rhein entwässert.

## Name und Geschichte
Der älteste Beleg über den Namen Knallbach liegt aus der ersten Hälfte des 15. Jahrhunderts vor und stammt mit der Schreibweise „yn der Knelbach“ aus den Jahren 1437 und 1439. Die Schreibweise ändert sich im Laufe der Zeit immer wieder, so 1504 „in er Knelbach“, ab 1781 ist er stabil mit „Knallbach“ genannt. Die genaue Herkunft des Namens in dieser Region ist unklar. Zur Deutungserklärung lässt sich lediglich aus dem Tennengebirge in Österreich der Wortstamm „Knall“ und des dortigen Knallbachs ableiten, der vom mittelhochdeutschen „knülle“, also Unkraut oder zu hohem Gewächs stammt.
Heute wird der Knallbach zugleich auch als Färberbach bezeichnet. Dieser Name leitet sich vom Wortstamm färben ab, was auf eine oder mehrere Färbereien entlang des Wasserlaufs verweist: Früher wurde dort das handgewebte Leinen gefärbt. Während des Dreißigjährigen Krieges spielte eine Brücke über den Färberbach eine Rolle, da sie die Grenze zwischen den beiden Kleinstaaten der Grafschaft Idstein und dem Amt Camberg bildete. Dort wurden mehrfach Gefangene zwischen den Konfliktparteien ausgetauscht.

## Geographie
Der Knallbach entspringt östlich von Idstein und mündet nordwestlich davon noch in Idsteiner Gemarkung südlich von Bad Camberg-Würges in den Emsbach, der über die Lahn in den Rhein entwässert.
Der Knallbach entspringt als Ackerrain auf Idsteiner Gemarkung nördlich der Landesstraße 3023 und verläuft zunächst nordwestlich entlang von Äckern und Wiesen, bevor er sich nach Norden wendet und die Bundesstraße 275 unterquert. Im weiteren Verlauf kommt er zum Idsteiner Stadtteil Walsdorf, läuft entlang des Höherückens und umrundet den alten Ortskern westlich. Zirka 100 Meter östlich der Bebauungsgrenze fließt der Emsbach entlang der Bundesstraße 8, in welchen der Knallbach noch vor Erreichen von Würges mündet.

## Bilder

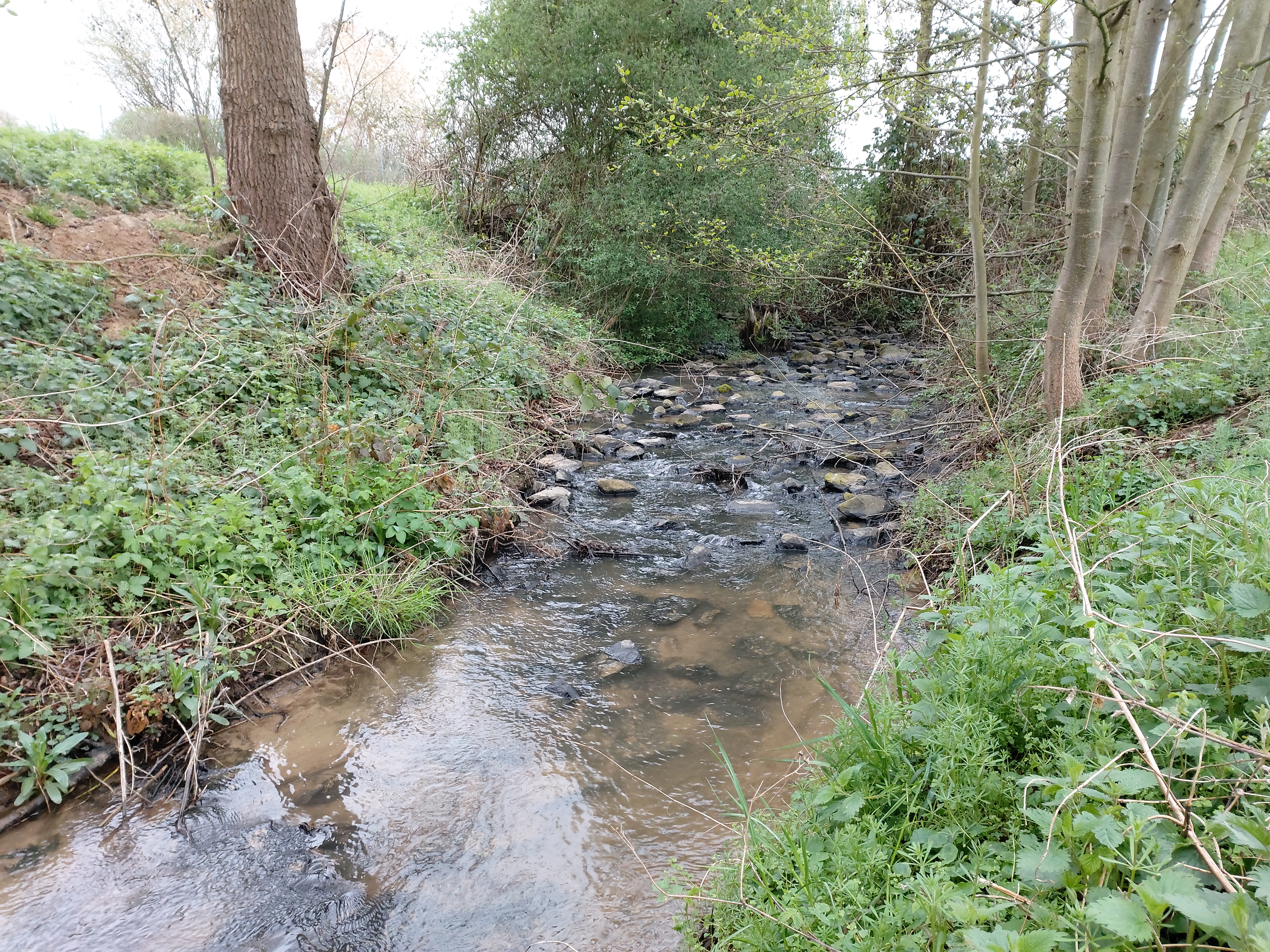
Knallbach in Idstein-Walsdorf, Höhe Siebenmeisterbrücke, Blick nach Norden
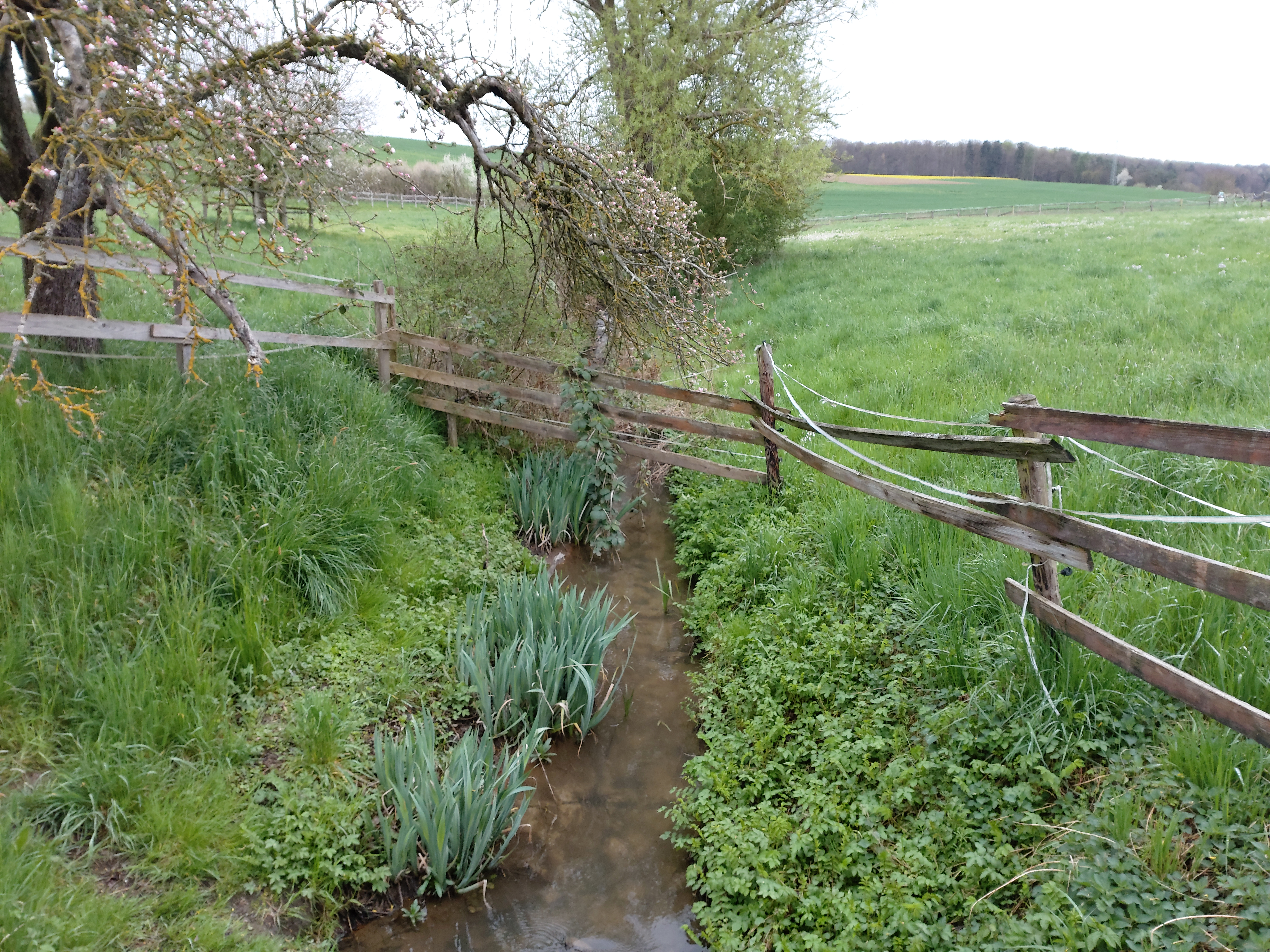
Knallbach in Idstein-Walsdorf, Blick von Siebenmeisterbrücke nach Süden